# Гатика (Ленінградська область)
Гатика (рос. Гатика) — присілок у Кіриському районі Ленінградської області Російської Федерації.
Населення становить 7 осіб. Належить до муніципального утворення Глажевське сільське поселення.

## Історія
Згідно із законом від 1 вересня 2004 року № 49-оз органом  місцевого самоврядування є Глажевське сільське поселення.

## Населення
| 1838 | 1862 | 1885 | 1928 | 1997 | 2002 | 2007 |
| ---- | ---- | ---- | ---- | ---- | ---- | ---- |
| 158  | ↗223 | ↘191 | ↗282 | ↘18  | →18  | ↘4   |
| 2010 | 2017 |      |      |      |      |      |
| →4   | ↗7   |      |      |      |      |      |